# CA Colón
Club Atlético Colón – argentyński klub piłkarski z siedzibą w mieście Santa Fe, założonym w roku 1905.

## Osiągnięcia
- Wicemistrz Argentyny: 1996/97 (Clausura)
- Mistrz drugiej ligi argentyńskiej: 1965

## Historia
Do roku 1947 klub występował w lokalnej lidze Santa Fe, wygrywając ją 15 razy. W 1947 klub przystąpił do rozgrywek ogólnokrajowych grywając w trzeciej, drugiej i pierwszej lidze. W 1965 wygrali drugą ligę, natomiast w pierwszej lidze w 1997 zajęli drugie miejsce, a w 2000 trzecie.
Pomimo niewielkich sukcesów klub ma wielu zwolenników i dziesiąty pod względem rozmiarów stadion w Argenynie. Lokalne derby drużyna rozgrywa z klubem Unión.

## Aktualny[potrzebnyprzypis]skład
| - Laureano Tombolini - Roman Woźniacka - Diego Chitzoff - Juan Ramón Fernández - Pablo Jerez - Alcides Píccoli - Cristian Grabinsky - Jorge Guagua - Diego Reynoso - Guillermo Imhoff - Hugo Iriarte | - Diego Barrado - Freddy Grisales - Gastón Esmerado - Luis Solís - Giovanny Hernández - Lucas Acosta - Sebastián Malandra - Claudio Enría - Esteban Fuertes - José Sand - Rubén Ramírez |